# Tachina jawensis
Tachina jawensis är en tvåvingeart som beskrevs av Chao och Arnaud 1993. Tachina jawensis ingår i släktet Tachina och familjen parasitflugor. Inga underarter finns listade i Catalogue of Life.